# Bârzava (okręg Arad)
Bârzava – wieś w Rumunii, w okręgu Arad, w gminie Bârzava. W 2011 roku liczyła 985 mieszkańców. 